# Andy Hoepelman
Ilja Mohandas Hoepelman, detto Andy (Hilversum, 26 marzo 1955), è un ex pallanuotista olandese, vincitore di una medaglia di bronzo alle olimpiadi di Montreal 1976.